# Soundstage: Robert Plant and the Strange Sensation
Soundstage: Robert Plant and the Strange Sensation prvi je uživo DVD britanskog glazbenika i pjevača, Roberta Planta, kojeg 2006. godine objavljuje diskografska kuća Zoe Records.
DVD sadrži materijal koji je snimljen u Soundstage Studios u Chicagu 16. rujna 2005. godine.

## Popis pjesama
1. "No Quarter"
2. "Shine It All Around"
3. "Black Dog"
4. "Freedom Fries"
5. "Four Sticks"
6. "Tin Pan Valley"
7. "Gallow's Pole"
8. "The Enchanter"
9. "Whole Lotta Love"

## Bonus
- Dvije bonus skladbe: Covers "Hey Joe" i "Girl from the North Country"
- Dolby Digital Surround 5.1, DTS 5.1
- Videos for 29 Palms and Morning Dew
- Top of the Pops performances of 29 Palms and Big Log
- Jukebox facility